# 10月21日
10月21日是公历一年中的第294天（闰年第295天），离全年的结束还有71天。

## 大事记

### 19世紀以前
- 1096年：第一次十字軍東征：在西維托戰役（英语：Battle of Civetot）中，基利傑阿爾斯蘭一世的塞爾柱軍隊摧毀了向尼西亞進軍的平民十字軍。
- 1209年：奥托四世加冕为神圣罗马帝国皇帝。
- 1520年：葡萄牙航海家斐迪南·麥哲倫率领的船队在南美洲发现麦哲伦海峡。
- 1520年：葡萄牙探險船首次發現聖皮耶與密克隆群島，不過之後則由雅克·卡蒂亞宣布歸屬法國統治。
- 1600年：德川家康領導的東軍在關原之戰擊敗石田三成等人組成的西軍，確立日本江戶幕府統治基礎。
- 1641年：爱尔兰爆发民族起义。
- 1652年：法国馬薩林使用以退為進的手腕，宣布自己引退流亡，讓投石黨的權貴們再度陷入內鬥以及利用路易十四的神聖君權,使發生於法西戰爭間的投石黨亂(福隆德運動)得以平息，法蘭西國王路易十四返回巴黎。由於貴族力量被推翻，使法国的君主專制政體得以建立。
- 1797年：美国海军最早的护卫舰“宪法号”（别名“勇敢老头号”）在波士顿下水。

### 19世紀
- 1805年：拿破崙戰爭：英國皇家海軍將領霍雷肖·納爾遜在特拉法加海戰前發表「英格蘭期盼人人都恪盡其責」訊息,並於此戰中击败了法蘭西帝國和西班牙的联合舰队。
- 1824年：英國人約瑟夫·阿斯普丁（英语：Joseph Aspdin）發明了用黏土和石灰煅燒而得到水泥的方法，並且取得英國的專利權,因與當時英國波特蘭島上所產的波特蘭石很相近，所以取名為「波特蘭水泥」，並按照程分歸為「矽酸鹽水泥」。
- 1854年：佛蘿倫絲·南丁格爾和38名護士前往土耳其，救治在克里米亞戰爭中受傷的英國士兵。
- 1892年：芝加哥哥伦布纪念博览会开幕式举行，但博览会直到1893年5月1日才开始。
- 1895年：地方士紳陳修五、吳道源懇請英國長老教會牧師巴克禮及宋忠堅等人向大日本帝國陸軍第2師團團長乃木希典將軍交涉，巴克禮與及教徒執英國國旗，在夜間前往軍營，引導日軍不流血和平入城，日軍由小南門(鎮南門)順利進入臺南城，至此臺灣民主國滅亡。
- 1896年：《中俄北京新约》签定。

### 20世紀
- 1904年: 英俄北海事件
- 1907年：擁有匈牙利血統的奧地利作曲家弗朗兹·莱哈尔他的轻歌剧代表作《风流寡妇》在美国纽约首演。
- 1918年：捷克斯洛伐克宣布独立。
- 1940年：欧内斯特·海明威的小说《战地钟声》(《丧钟为谁而鸣》)第一版出版。
- 1944年：第二次世界大戰：由於在太平洋戰爭中趨於劣勢，日軍在雷伊泰灣海戰中首次發動神風特攻隊自殺攻擊。
- 1944年：第二次世界大戰：駐防在德國西部城市亞琛的德意志國防軍向美軍部隊投降，亞琛戰役宣告結束。
- 1945年：阿根廷领袖胡安·庇隆同伊娃·裴隆结婚。
- 1945年：法国妇女获得选举权。
- 1949年：中华人民共和国中央人民政府政务院成立。
- 1952年：中华民国全球僑務會議于10月21日在台北新北投召开，会上决定设立华侨节及華僑救國聯合總會。
- 1959年：按照美国总统德怀特·艾森豪威尔的命令，沃纳·冯·布劳恩及其他德国火箭专家被转交给NASA。
- 1959年：位于美國紐約市曼哈頓上東城由美国建筑设计师赖特應古根漢基金會創辦人古根漢先生的邀請所设计的索羅門·古根漢美術館正式对公众开放。
- 1960年：约翰·肯尼迪和理查德·尼克松进行了第四次也是最后一次总统竞选辩论。
- 1960年：中国山东省暨青岛市首条公交无轨电车线路：2路（火车站至市立医院段）正式通车。
- 1967年：全球各地舉行反對越戰示威，其中以美國华盛顿哥伦比亚特区國防部五角大樓前示威人數最多。
- 1968年：日本新左翼運動人士與激進學生團體佔領新宿車站，計有743人遭日本警方逮捕。
- 1969年：穆罕默德·西亞德·巴雷发动军事政变，成为索馬利亞独裁者。
- 1972年：英國雅麗珊郡主訪問香港，並為紅磡海底隧道紀念牌匾揭幕。
- 1976年：北京150万军民举行游行，庆祝粉碎“四人帮”。
- 1983年：国际度量衡大会在其第十七次大会上重新定义米的长度为“光在真空中于1/299792458秒内行进的距离”。
- 1986年：英国女王伊丽莎白二世第二次訪問香港。
- 1989年：美國加利福尼亞州舊金山發生大地震後四天，救援人員找到生還者
- 1994年：朝鲜核问题：北朝鲜和美国政府在日内瓦签署《关于解决朝鲜核问题的框架协议》，同意停止核武器开发，并接受外界检查。
- 1994年：韓國首爾聖水大橋的一跨橋樑倒塌，造成32人死亡，17人受傷。
- 1995年：中国向联合国赠送“世纪宝鼎”。

### 21世紀
- 2001年：英國航空公司客機在2000年同類飛機失事後起飛。
- 2001年：亚洲太平洋经济合作组织第九次领导人非正式会议在上海举行。
- 2007年：中国共产党第十七次全国代表大会闭幕。
- 2010年：緬甸國家和平與發展委員會頒布法令，正式啟用新憲法確定的新國旗和新國徽，並把國號由緬甸聯邦改為緬甸聯邦共和國。
- 2010年：梅姬颱風在台灣造成38人死亡。
- 2016年：域名系统提供商Dyn公司（英语：Dyn (company)）遭遇DDoS攻击。
- 2018年：台灣台鐵發生普悠瑪翻車事故，造成18人死亡，190人受傷。[1]
- 2020年：國泰航空宣布大幅裁員8,500人，其中5,300名為香港員工，並宣布有35年歷史的國泰港龍航空即日停止營運。

## 出生
- 1328年：朱元璋，明朝开國皇帝。（1398年逝世）
- 1659年：格奥尔格·恩斯特·斯塔尔，德國化學家、醫生，燃素說和活力說創始人。（1734年逝世）
- 1675年：東山天皇，日本第113代天皇。（1710年逝世）
- 1687年：尼古拉一世·伯努利，瑞士數學家。（1759年逝世）
- 1757年：皮埃尔·弗朗索瓦·夏尔·奥热罗，法國元帥。（1816年逝世）
- 1772年：塞缪爾·泰勒·柯勒律治，英國詩人、文評家，英國浪漫主義文學奠基人之一。（1834年逝世）
- 1790年：阿爾方斯·德·拉馬丁，法國浪漫主義詩人、作家、政治家。（1869年逝世）
- 1833年：阿爾弗雷德·諾貝爾，瑞典化學家、發明家。（1896年逝世）
- 1874年：陳嘉庚，華僑企業家、慈善家、革命家。（1961年逝世）
- 1894年：江戶川亂步，日本推理作家。（1965年逝世）
- 1904年：弗朗西斯卡·塞爾薩·多斯桑托斯，巴西超級人瑞。（2021年逝世）
- 1908年：韋洛坡，印尼政治人物，第7任印尼總理。（1981年逝世）
- 1911年：瑪麗·布萊爾，美國女畫家、迪士尼動畫色彩設計師。（1978年逝世）
- 1911年：，匈牙利指揮大師。（1997年逝世）
- 1914年：馬丁·加德納，美國業餘數學大師、魔術師、懷疑論者。（2010年逝世）
- 1917年：，美國爵士小號手、樂隊領袖、歌手、作曲家。（1993年逝世）
- 1921年：馬爾康·亞諾，英國作曲家。（2006年逝世）
- 1924年：陈平，马来亚共产党最后一任总书记。（2013年逝世）
- 1928年：余光中，中華民國作家、詩人。（2017年逝世）
- 1929年：娥蘇拉·勒瑰恩，美國作家。（2018年逝世）
- 1930年：伊万·西拉耶夫，俄羅斯政治人物，前任蘇聯總理。（2023年逝世）
- 1932年：策纳伊·帕尔，匈牙利前足球運動員、教练。（2013年逝世）
- 1933年：弗朗西斯科·亨托，西班牙男子足球運動員。（2022年逝世）
- 1935年：雅德維加·巴蘭斯卡，波蘭女演員。（2024年逝世）
- 1944年：尚-皮耶·索法吉，法國化學家，2016年諾貝爾化學獎得主。
- 1949年：本雅明·内塔尼亞胡，以色列政治人物，第13、17任以色列總理。
- 1949年：卡洛斯·維加，維德角政治人物，第2任維德角總理。
- 1950年：羅納德·麦克内爾，美國太空人。（1986年逝世）
- 1950年：張嘉年，香港演員。
- 1953年：，英國「新工黨」關鍵人物之一。
- 1955年：濱田靖一，日本政治人物。
- 1957年：沃爾夫岡·克特勒，德國物理學家，2001年諾貝爾物理學獎得主。
- 1958年：安德烈·海姆，俄羅斯裔荷蘭物理學家，2010年諾貝爾物理學獎得主。
- 1959年：渡邊謙，日本男演員。
- 1960年：千住明，日本作曲家。
- 1960年：布魯斯特·卡利，美國數字圖書館員、電腦工程師、資訊科技企業家。
- 1961年：蔡明，中國女演員。
- 1962年：德魯·格里芬，美國新聞記者。（2022年逝世）
- 1962年：伊藤美紀，日本女性聲優。
- 1963年：謝震武，台灣律師、電視節目主持人。
- 1964年：鄧以海，香港海關關長
- 1966年：方駿釗，無綫電視監製
- 1967年：恩斯，英格蘭足球領隊。
- 1970年：古天樂，香港演員。
- 1971年：黃維德，台灣演員。
- 1971年：張崇德，香港歌手。
- 1972年：森田成一，日本男性聲優。
- 1972年：菱田正和，日本動畫導演。
- 1972年：莎佛朗·布洛斯，英國女演員。
- 1973年：列拉·奧爾巴赫，俄羅斯作曲家、詩歌、散文作家。
- 1976年：安德鲁·斯科特，愛爾蘭演員。
- 1977年：尼克·貝吉奇三世，美國聯邦眾議員
- 1977年：福田健二，日本足球運動員。
- 1977年：尼克·貝吉奇三世，美國政治人物。
- 1977年：克里斯蒂安·伊爾策，奧地利職業足球運動員、教練。
- 1978年：乙一，日本小說家。
- 1980年：金·卡戴珊，美國社會名流、娛樂界名媛、電視名人、模特、演員、商人。
- 1982年：李慧思，香港女模特兒。
- 1982年：李宗偉，馬來西亞男子羽球運動員。
- 1982年：櫻井浩美，日本女性聲優。
- 1984年：曾沛慈，台灣藝人。
- 1984年：周宜霈，台灣歌手。
- 1984年：道端潔西卡，日本時尚模特兒。
- 1986年：李振昌，台灣旅美棒球選手。
- 1987年：鍾采羲，香港模特兒。
- 1987年：趙哲妤，香港模特兒。
- 1988年：劉欣宜，香港模特兒。
- 1988年：布蘭卡·蘇亞雷斯，西班牙女演員。
- 1989年：May'n，日本女歌手。
- 1989年：瀧內公美，日本女演員。
- 1990年：，西班牙籃球運動員。
- 1990年：馬克西姆·瓦謝爾-拉格拉夫，法國西洋棋特級大師。
- 1992年：宋芸樺，台灣演員。
- 1992年：鄧伦，中國男演員。
- 1992年：林穎彤，香港女演員。
- 1992年：伯納德·托米奇，德裔澳洲職業網球運動員。
- 1993年：凱里耶，芬蘭男歌手、詞曲作家。
- 1995年：黑木穗乃香，日本女性聲優。
- 1995年：蜜桃貓朵佳，美國女歌手、饒舌歌手、詞曲作家。
- 1995年：尤利瑪爾·羅哈斯，委內瑞拉女子田徑運動員。
- 1995年：丹尼爾·波登塞，葡萄牙職業足球運動員。
- 1996年：宋芳園，中國女演員。
- 2000年：伊藤美誠，日本女子乒乓球運動員。
- 生年不詳：Shiyui，日本女歌手。

## 逝世
- 1266年：比爾耶爾伯爵，瑞典執政伯爵。（約1210年出生）
- 1422年：查理六世，法蘭西國王。（1368年出生）
- 1500年：後土御門天皇，日本第103代天皇。（1442年出生）
- 1600年：島左近，日本戰國時代武將。（1540年出生）
- 1600年：大谷吉繼，日本戰國時代武將。（1559年出生）
- 1794年：弗朗西斯·萊特，英國殖民者，在馬來西亞的檳榔嶼建立檳城。（1740年出生）
- 1805年：霍雷肖·納爾遜，英國海軍將領，第一代納爾遜子爵。（1758年出生）
- 1886年：荷西·赫南德茲，阿根廷政治人物、記者、詩人。（1834年出生）
- 1910年：吴趼人，晚清小说家。（1866年出生）
- 1967年：埃納·赫茨普龍，丹麥天文學家。（1873年出生）
- 1969年：瓦茨瓦夫·謝爾賓斯基，波蘭數學家。（1882年出生）
- 1970年：厲麟似，中國教育家、外交家。（1896年出生）
- 1978年：弗朗西斯·查爾斯·弗雷澤，蘇格蘭動物學家。（1903年出生）
- 1986年：奧古斯塔·霍爾茨，美國超級人瑞。（1871年出生）
- 1986年：黑田寿男，日中友好协会前会长。（1899年出生）
- 1987年：何應欽，国民党将领。（1889年出生）
- 2007年：石景宜，香港著名出版界人士，香港漢榮書局有限公司創辦人。（1916年出生）
- 2010年：霍華德·哈里·羅森布羅克，英國控制理論家。（1920年出生）
- 2012年：勞思光，台灣及香港學者、哲學家。（1927年出生）
- 2014年：高夫·惠特蘭，澳大利亞政治家，第21任澳大利亞總理。（1916年出生）
- 2016年：盧茨·D·施馬德爾，德國天文學家。（1942年出生）
- 2021年：伯纳德·海廷克，荷蘭指揮家。（1929年出生）
- 2021年：鹿野道彥，日本政治人物，曾任眾議院議員、農林水產大臣。（1942年出生）
- 2021年：哈里娜·哈欽斯，美國電影攝影師、新聞工作者。（1979年出生）
- 2022年：工藤壯人，日本職業足球運動員。（1990年出生）
- 2023年：博比·查爾頓，英格蘭職業足球運動員。（1937年出生）
- 2024年：聂華苓，中國作家。（1925年出生）

## 节假日和习俗
- 回到未來日
- 中華民國：華僑節
- 白俄羅斯：父親節
- 英联邦：特拉法加日（英语：Trafalgar Day）